# Dane (Wisconsin)
Dane és una població dels Estats Units a l'estat de Wisconsin. Segons el cens del 2000 tenia 799 habitants.

## Demografia
Segons el cens del 2000, Dane tenia 799 habitants, 279 habitatges, i 205 famílies. La densitat de població era de 273 habitants per km².
Dels 279 habitatges en un 43,4% hi vivien nens de menys de 18 anys, en un 60,6% hi vivien parelles casades, en un 9% dones solteres, i en un 26,5% no eren unitats familiars. En el 16,5% dels habitatges hi vivien persones soles el 6,8% de les quals corresponia a persones de 65 anys o més que vivien soles. El nombre mitjà de persones vivint en cada habitatge era de 2,86 i el nombre mitjà de persones que vivien en cada família era de 3,31.
Per edats la població es repartia de la següent manera: un 31,5% tenia menys de 18 anys, un 10,4% entre 18 i 24, un 36,9% entre 25 i 44, un 14,8% de 45 a 60 i un 6,4% 65 anys o més.
L'edat mediana era de 31 anys. Per cada 100 dones de 18 o més anys hi havia 101,8 homes.
La renda mediana per habitatge era de 51.667 $ i la renda mediana per família de 56.250 $. Els homes tenien una renda mediana de 34.792 $ mentre que les dones 26.125 $. La renda per capita de la població era de 18.533 $. Aproximadament el 3,8% de les famílies i el 5,4% de la població estaven per davall del llindar de pobresa.

## Poblacions més properes
El següent diagrama mostra les poblacions més properes.